# Following the Voice of Blood
Following the Voice of Blood treći je studijski album poljskog black/viking metal sastava Graveland. Objavljen je 1997.

## Pozadina
Album je snimljen i miksan od 25. rujna do 18. prosinca 1996. u studiju Tuba u Wrocławu. Miksali su ga Grzegorz Czachor i Rob Darken.
Prije objavljena albuma objavljene su dvije pjesme u format demoalbuma.
Kao i prethodni album Thousand Swords, Following the Voice of Blood sadrži elemente folk metala i lo-fi produkcije. Sadrži više melodija i duge pjesama. Tekstovi govore o poganskim temama, ali također i rasističkim u pjesmi "White Hand's Power" čiji tekst je napisao JFN iz njemačkog NSBM-sastava Absurd. 
Dana 30. rujna 2009. album je indeskirao Bundeszentrale für Kinder - und Jugendmedienschutz kao i albume In the Glare of Burning Churches, The Celtic Winter, Thousand Swords i Immortal Pride.

## Popis pjesama
Glazba: Rob Darken.
| 1.    | »Intro« (instrumentalna skladba)          |             | 2:58  |
| 2.    | »White Hand's Power«                      | JFN         |       |
| 3.    | »Thurisaz«                                | Capricornus | 8:49  |
| 4.    | »Following the Voice of Blood«            | Darken      | 9:05  |
| 5.    | »Forge of Souls« (instrumentalna skladba) |             | 2:31  |
| 6.    | »Raise the Swords«                        | Capricornus | 12:13 |
| 7.    | »And the Horn Was Sounding Far Away«      | Darken      | 11:58 |
| 8.    | »Fed by the Beasts«                       | Darken      | 9:25  |
| 9.    | »Outro« (instrumentalna skladba)          |             | 2:40  |
| 68:08 |                                           |             |       |

## Zasluge
| Graveland - Rob Darken – vokal, gitara, bas-gitara, klavijature, inženjer zvuka, miks Dodatni glazbenici - Capricornus – bubnjevi | Ostalo osoblje - Grzegorz Czachor – inženjer zvuka, miks - Christophe Szpajdel – logotip sastava |